# Shōjo Kageki Revue Starlight
Shōjo Kageki Revue Starlight (少女☆歌劇 レヴュー・スタァライト, Shōjo☆Kageki Revū Sutāraito) est un projet multimédia japonais développé en 2017 par Bushiroad et Nelke Planning. Il consiste principalement en une comédie musicale, réalisée entre le 22 et 24 septembre 2017, au Théâtre AiiA 2.5 de Tokyo et à une série télévisée d'animation de 12 épisodes diffusée depuis le 12 juillet 2018. Il a reçu trois adaptations de manga, qui ont commencé en janvier 2018. Un jeu sur smartphone intitulé Shōjo Kageki Revue Starlight: Re LIVE, développé par Ateam, a également été annoncé.

## Synopsis
À l'Académie musicale Seisho, la 99e promotion répète pour la pièce de théâtre annuelle, Starlight. Cependant, une audition « Revue Starlight » au sous-sol, orchestrée par une girafe qui parle, oppose les étudiantes les unes contre les autres dans des batailles sur scène afin de briller en tant que top star. Karen Aijō, après avoir retrouvée son ami d'enfance, Hikari de Kagura, participe à cette audition et se bat pour devenir une top star avec elle.

## Personnages
Karen Aijō (愛城 華恋, Aijō Karen)
Voix japonaise : Momoyo Koyama (ja)
La principale héroïne de la série, qui a promis à Hikari qu’un jour, elles se tiendraient sur la scène de la « Revue Starlight ». Elle n'aime pas les matinées, mais aime pratiquer la journée. Elle est énergique et bruyante, mais très amicale. Dans les auditions de la Revue Starlight, elle utilise un sabre d'abordage.
Hikari Kagura (神楽 ひかり, Kagura Hikari)
Voix japonaise : Suzuko Mimori
L'amie d'enfance de Karen qui a également été émerveillée par Revue Starlight. Après son retour d'Angleterre, elle a plus tard promis à Karen qu'un jour, elles se tiendraient sur la scène. Bien qu'elle soit très calme et mature pour son âge, elle reste préoccupée par la participation de Karen aux auditions. Elle se bat en utilisant un canif.
Mahiru Tsuyuzaki (露崎 まひる, Tsuyuzaki Mahiru)
Voix japonaise : Haruki Iwata (ja)
La meilleure amie et colocataire de Karen qui est très timide malgré son grand talent. Elle admire toujours Karen et rêve de devenir sa partenaire de scène, devenant jalouse envers Hikari à cause de leur relation en tant qu'amies d'enfance. Elle se bat en utilisant un sceptre.
Nana Daiba (大場 なな, Daiba Nana)
Voix japonaise : Moeka Koizumi (ja)
La meilleure amie de Junna, qui agit également comme une mère envers les filles. Elle est non seulement talentueuse en musique et en danse, mais aussi en production. Elle est surnommée « Banana » en raison de son nom et de sa coiffure distinguée. Elle se bat en utilisant un katana.
Maya Tendō (天堂 真矢, Tendō Maya)
Voix japonaise : Maho Tomita (ja)
Une actrice de théâtre assidue et talentueuse qui joue de manière naturelle. Malgré sa beauté et son apparence de prima donna, elle est une solitaire qui n'a pas d'amis. Elle a une rivalité avec Claudine qui veut être la numéro un. Elle se bat en utilisant une longue rapière.
Junna Hoshimi (星見 純那, Hoshimi Junna)
Voix japonaise : Hinata Satō
Une bonne élève qui est également la représentante de la classe. Malgré ses bons résultats scolaires, elle a choisi d'être actrice de théâtre malgré les objections de ses parents. Cela lui arrive parfois de trop réfléchir malgré un bon jugement. Elle se bat en utilisant un arc et des flèches.
Claudine Saijō (西條 クロディーヌ, Saijō Kurodīnu)
Voix japonaise : Aina Aiba (ja)
Née d'un père japonais et d'une mère française, c'est une fille talentueuse qui joue depuis son enfance. Son souhait est de surpasser Maya. Elle se bat en utilisant une épée à deux mains.
Futaba Isurugi (石動 双葉, Isurugi Futaba)
Voix japonaise : Teru Ikuta (ja)
Une combattante gentille et forte malgré sa petite taille et ses propos assez rudes. Elle est l'amie d'enfance de Kaoruko, qui doit souvent l'aider à aller à l'école. Elle se bat en utilisant une faux.
Kaoruko Hanayagi (花柳 香子, Hanayagi Kaoruko)
Voix japonaise : Ayasa Itō (ja)
L’amie d’enfance de Futaba, originaire de Kyoto, qui compte toujours sur elle. En tant que petite-fille d'un maître de danse japonais, elle est une femme de classe élevée et est très calculatrice. Elle se bat en utilisant un naginata.
Giraffe (キリン, Kirin)
Voix japonaise : Kenjiro Tsuda
Une mystérieuse girafe dotée de la parole qui surveille les auditions de la Revue Starlight. Ses motivations sont inconnues.

## Productions et supports

### Anime
Une série télévisée d'animation de 12 épisodes est diffusée depuis le 12 juillet 2018,. Celle-ci est réalisée par Tomohiro Furukawa au studio d'animation Kinema Citrus avec un scénario de Tatsuto Higuchi et des chara-designs par Hiroyuki Saita.
Les chansons de l’opening et de l’ending de la série, respectivement intitulées Hoshi no dialogue (星のダイアローグ, Hoshi no daiarōgu, litt. « Dialogue des étoiles ») et Fly Me to the Star (litt. « Envolez-moi vers l'étoile »), sont interprétées par Starlight 99-gumi (スタァライト九九組, Starlight Kukugumi), un groupe composé des seiyū des neuf personnages principaux,,.

#### Liste des épisodes
| No | Titre français                  | Titre japonais   | Titre japonais      | Date de 1re diffusion |
| No | Titre français                  | Kanji            | Rōmaji              | Date de 1re diffusion |
| --- | ------------------------------- | ---------------- | ------------------- | --------------------- |
| 1 | Filles de la scène              | 舞台少女         | Butai shōjo         | 12 juillet 2018       |
| À l'Académie musicale Seisho, Karen Aijō, membre de la 99e promotion, est surprise lorsque son amie d'enfance, Hikari Kagura, est transférée dans sa classe. Un soir, Karen suit Hikari alors qu’elle se faufile et se retrouve dans une salle d’audition souterraine, où une girafe qui parle organise une audition « Revue Starlight » entre Hikari et sa camarade Junna Hoshimi. Remarquant que Hikari est en difficulté, Karen plonge dans la bataille et parvient à battre Junna. |                                 |                  |                     |                       |
| 2 | La Scène du destin              | 運命の舞台       | Unmei no butai      | 19 juillet 2018       |
| Alors que Karen essaie de se renseigner sur ce qui s'est passé la nuit précédente depuis Hikari, Junna est contrariée par l'intrusion soudaine de Karen. Plus tard, Karen a de nouveau affronté Junna lors des auditions de la Revue Starlight, alors que les autres membres de la classe participent à leurs propres auditions. Bien que Junna soit une fois de plus vaincue, elle est émue par la parole de Karen et les deux deviennent des amies. |                                 |                  |                     |                       |
| 3 | Top Star                        | トップ スタア    | Toppu sutā          | 26 juillet 2018       |
| Hikari essaie de garder Karen loin des auditions de la Revue Starlight, l'enfermant dans un hangar pour essayer de la garder immobile. Cependant, Karen s’échappe et finit par faire face à la meilleure élève, Maya Tendou, qui lui démontre qu'elle n'est pas à sa hauteur. |                                 |                  |                     |                       |
| 4 | La Tour de la Promesse          | 約束タワー       | Yakusoku tawā       | 2 août 2018           |
| Hikari part soudainement quelque part, poussant Karen à la rechercher partout dans la ville. En chemin, Karen apprend que Hikari est contrariée par sa défaite face à Maya. En la trouvant finalement, Karen promet avec Hikari de devenir la star la plus importante à ses côtés. |                                 |                  |                     |                       |
| 5 | Est-il même possible de briller | キラめきのありか | Kirameki no ari ka  | 9 août 2018           |
| La colocataire de Karen, Mahiru Tsuyuzaki, est de plus en plus frustrée par le fait que Karen favorise Hikari. Pendant les auditions, Mahiru affronte Karen, laissant échapper ses frustrations accumulées à propos de son sentiment d’être sans valeur sans elle. Cependant, Karen convainc Mahiru qu’il ya beaucoup de bien à propos d'elle, réussissant à gagner l’audition. |                                 |                  |                     |                       |
| 6 | Un hanamichi à deux             | ふたりの花道     | Futari no hanamichi | 16 août 2018          |
| Déjà agacée de ne pas avoir été sélectionnée pour les auditions principales de la production Starlight de l'école, Kaoruko Hanayagi s'énerve encore plus quand elle découvre que sa meilleure amie, Futaba Isurugi, suit secrètement des cours de claquettes avec Claudine Saijō, menant les deux à se disputer. Kaoruko envisage de retourner à Kyoto, mais Futaba la rattrape avant qu'elle ne parte, les deux décidant de régler leur dispute lors de l'audition de la Revue Starlight. Reconnaissant tous les efforts déployés par Futaba, Kaoruko est déterminée à faire plus d'efforts et à gagner l'audition.                                                          |                                 |                  |                     |                       |
| 7 | Nana Daiba                      | 大場なな         | Daiba Nana          | 23 août 2018          |
| Dans sa deuxième année, Nana Daiba se souvient avec nostalgie de la joie d’être admirée par tous pour son travail lors de la 99e édition de Starlight l’année précédente. Elle est finalement approchée par la mystérieuse girafe, qui l'encourage à participer aux auditions en lui offrant la chance de se tenir sur toutes les scènes de son choix. En remportant les auditions, Nana est renvoyée un an après le début de la production du 99e Starlight, répétant le processus pour revivre à nouveau cette joie. Cependant, elle est surprise lorsque Hikari est transférée dans la classe, car elle ne s'est jamais présentée dans les précédentes lignes temporelles. |                                 |                  |                     |                       |
| 8 | Là où la lumière brille         | ひかり, さす方へ | Hikari, sasukata e  | 30 août 2018          |